# HANDSIGN
HANDSIGN（ハンドサイン）は、日本の音楽ユニット。ダンスや手話でパフォーマンスを行う。日本で初めてストリートダンスに手話を取り入れた第一人者。メンバーはTATSU,SHINGO。ユニバーサルミュージックより2018年9月メジャー・デビュー。

## 概要
2005年、TATSU,SHINGOで結成され、歌、ダンス、手話を融合した新しい表現方法でメッセージを伝えるボーカル＆手話パフォーマーHANDSIGNを結成。日本で初めてストリートダンスに手話を取り入れる。
結成のきっかけはTATSUが2004年に放送されたTBS系ドラマ「オレンジデイズ」で、劇中で使われた手話に興味を持ち、幼馴染のSHINGOに声をかけたことから。2人で書店で手話の本を購入し独学で勉強したという。
ニューヨークのアポロ・シアターで開催されたイベント『アマチュアナイト』のオーディションに合格し、2年間に渡り同イベントで活躍、2度の優勝を含む7度の入賞。年間チャンピオン大会（スーパートップドッグ）にも出場し、3位でアマチュアナイト公認パフォーマーとして表彰。
2017年、聴覚障害者のための総合スポーツ競技大会・デフリンピックの公式応援テーマソングを日本で初めて担当し「HERO」をリリース。
2018年、平塚市をPRする親善大使「湘南ひらつかアンバサダー」就任。
2019年、実話プロジェクト第三弾「声手」をリリース。ローマ教皇来日テーマソングの手話振付を担当。ディズニー映画「アナと雪の女王2」のメイン楽曲タイアップ動画で手話パフォーマンスを制作。
2020年8月、青年版国民栄誉賞とも称される「JCI JAPAN TOPY 2020」でグランプリを受賞し、内閣総理大臣奨励賞、NHK会長奨励賞も合わせたトリプル受賞。実話を基にした「僕が君の耳になる」が再生回数を970万回突破、映画化した（MVのヒロインは足立梨花）。
2021年1月、実話を基に制作した「僕が君の耳になる」のMVがYouTubeで再生回数1000万回を突破し、この楽曲がフジテレビ「奇跡体験!アンビリバボー」で特集された。
2022年、日本で初めて夏フェス×手話を開催。メジャーアーティストやお笑い芸人などのパフォーマンスに全て手話を付け反響を得る。
2023年、出身地である神奈川県二宮町の観光大使に任命された。（ともに二宮町立一色小学校、二宮西中学校出身。）俳優の足立梨花とTATSUが結婚を報告。日本で初めての手話通訳付きという異例の結婚記者会見をした。

## メンバー
TATSU（タツ）
神奈川県中郡二宮町出身。神奈川県立平塚農業高等学校（現・神奈川県立平塚農商高等学校）卒業　日本大学短期大学卒業。二宮金次郎の末裔。妻はタレント、女優の足立梨花で、2023年6月26日に結婚したことを所属事務所を通じて報告した。
SHINGO（シンゴ）
神奈川県中郡二宮町出身。神奈川県立大原高等学校卒業。

## ディスコグラフィー

### シングル
|     | 発売日        | タイトル                       | 規格品番                            | 備考                               |
| --- | ------------- | ------------------------------ | ----------------------------------- | ---------------------------------- |
| 1st | 2017年3月29日 | 僕が君の耳になる               | YZHM-10301:Type-A YZHM-10302:Type-B |                                    |
| 2nd | 2018年9月19日 | HANDSIGN                       | UPCY-5066                           | オリコン最高113位                  |
| 3rd | 2019年6月26日 | 声手                           | UPCY-7583                           | オリコン最高73位                   |
|     | 2023年4月12日 | Anniversary。 / ハジ→&HANDSIGN | AILCD-8401                          | AI.R LAND RECORD/FUJIPACIFIC MUSIC |

### 配信限定シングル
| 発売日         | タイトル                          | レーベル                 |
| -------------- | --------------------------------- | ------------------------ |
| 2018年11月21日 | 新時代 (feat. 輪入道)             | ユニバーサルミュージック |
| 2019年2月6日   | ふたりのサイン                    | ユニバーサルミュージック |
| 2021年5月5日   | 僕が君の耳になる〜Greatest Love〜 | FUJIPACIFIC MUSIC        |
| 2021年7月9日   | 君の居場所                        | FUJIPACIFIC MUSIC        |
| 2022年2月2日   | どうやって想い伝えようか          | dot label                |
| 2022年6月15日  | 私の耳になって                    | dot label                |
| 2022年8月3日   | 人生が変わる音                    | dot label                |
| 2022年12月9日  | 忘れたメロディー                  | dot label                |
| 2023年7月19日  | かさね                            | FUJIPACIFIC MUSIC        |
| 2023年9月23日  | シュワシュワ。 / ハジ→&HANDSIGN   |                          |
| 2024年1月24日  | 君のままで                        | FUJIPACIFIC MUSIC        |

### アルバム
|          | 発売日       | タイトル     | 規格品番   | 収録曲 | 備考      |
| -------- | ------------ | ------------ | ---------- | --- | --------- |
| 1st mini | 2023年1月8日 | SONG OF SIGN | dot2023001 | 1. 忘れたメロディー 2. 僕が君の耳になる ～Greatest Love～ 3. 私の耳になって 4. 傷ついたから 5. 自分だけの花 6. 人生が変わる音 7. どうやって想い伝えようか 8. 僕が君の耳になる ～Greatest Love～ (piano & strings ver.) 9. 春のうた (feat. HANDSIGN) / Kecori | dot label |

## 出演

### テレビ・ラジオ
- NHK関連
  - 『いっと6けん』
  - 歌えるjpop黄金のヒットパレード決定版
  - 天才てれびくん
  - シブ5時
  - ひるまえほっと
  - Eダンスアカデミー
  - ハートネットTV
  - みんなの手話レギュラー
- フジテレビ
  - 『とくダネ!』
  - 奇跡体験!アンビリバボー
  - Live News it!
  - めざましテレビ
  - Tune
  - パラ☆DO!
  - 魁!ミュージック
  - みんなのニュースレギュラー
- テレビ東京
  - 月〜金お昼のソングショー ひるソン!
  - THEカラオケ★バトル
- 日本テレビ
  - 『24時間テレビ』横浜日産スタジアム ゲスト
  - news every.「タネをまく人」20分間特集
  - 元気のアプリ
  - スッキリ
  - Zip!
- TVK
  - カナフルTV 30分間特集
  - ありがとッ!
- TBS
  - はなまるマーケット
  - EXILE魂
- 横浜エフエム放送「Tresen内のコーナー（水曜日）7down8up」
- JR東日本・トレインチャンネル『パフォーマンスで学ぶ手話入門』
- 歌謡ポップスチャンネル「WOWOW PLUS MUSIC -深夜1時の音楽タイム-」HANDSIGN「この手で奏でるTV show」月曜レギュラー

### 映画
- 親子劇場（2023年12月8日公開予定）[12]

### イベント
- 東京ガールズコレクション
  - ミュージック(2016年3月)
  - (2017年9月)
  - ミュージックフェス(2018年3月)
- STOP! DRUNK DRIVING PROJECT 2020 in大阪城ホール(2020年2月)